# 索羅卡河 (索布河支流)
索羅卡河（烏克蘭語：Сорока），是烏克蘭的河流，位於該國西部，屬於索布河的左支流，發源自大謝瓦斯季亞尼夫卡以東，流經切爾卡瑟州和文尼察州，河道全長34公里，流域面積385平方公里，支流有羅茲索胡瓦塔河。

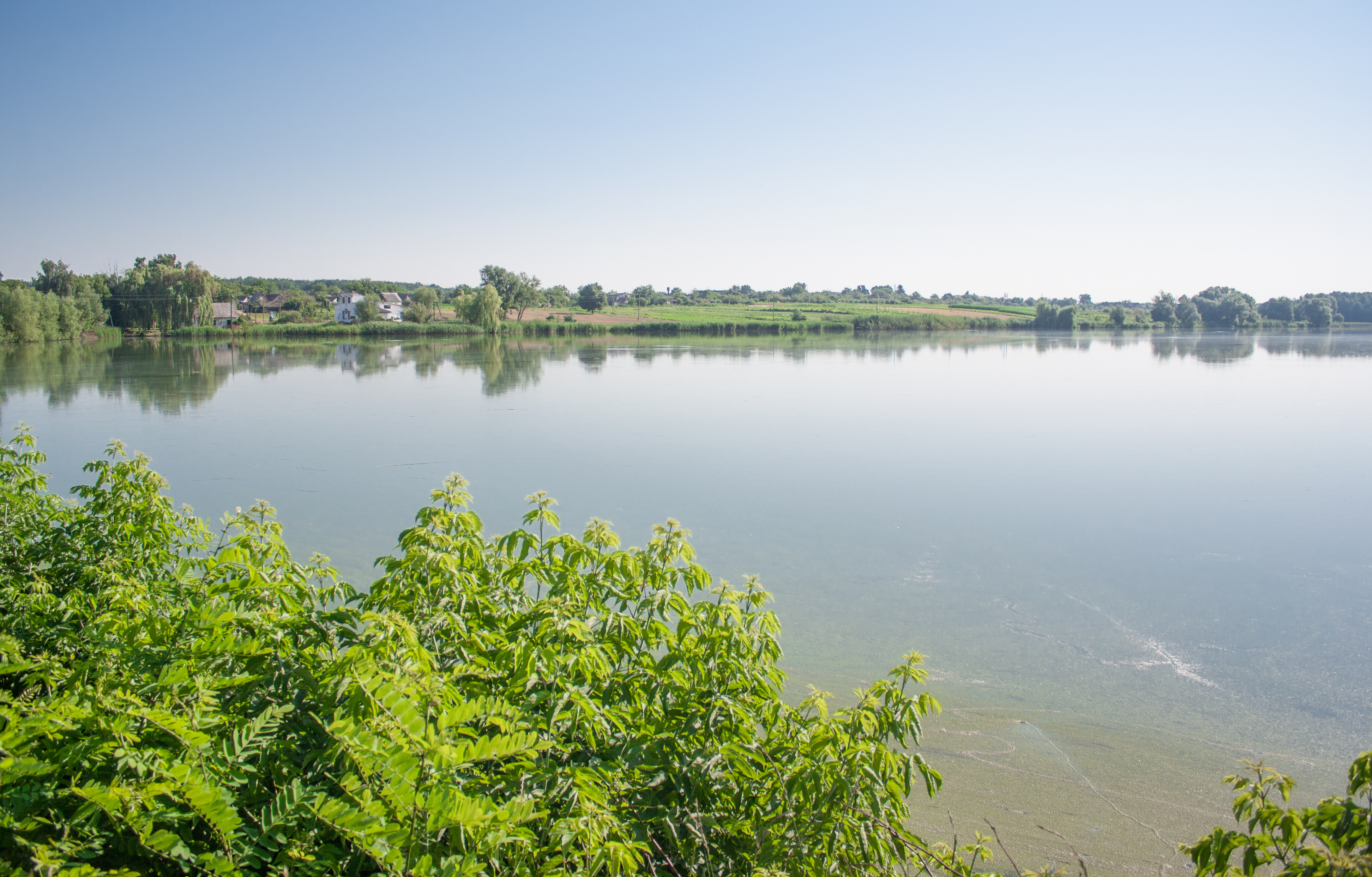
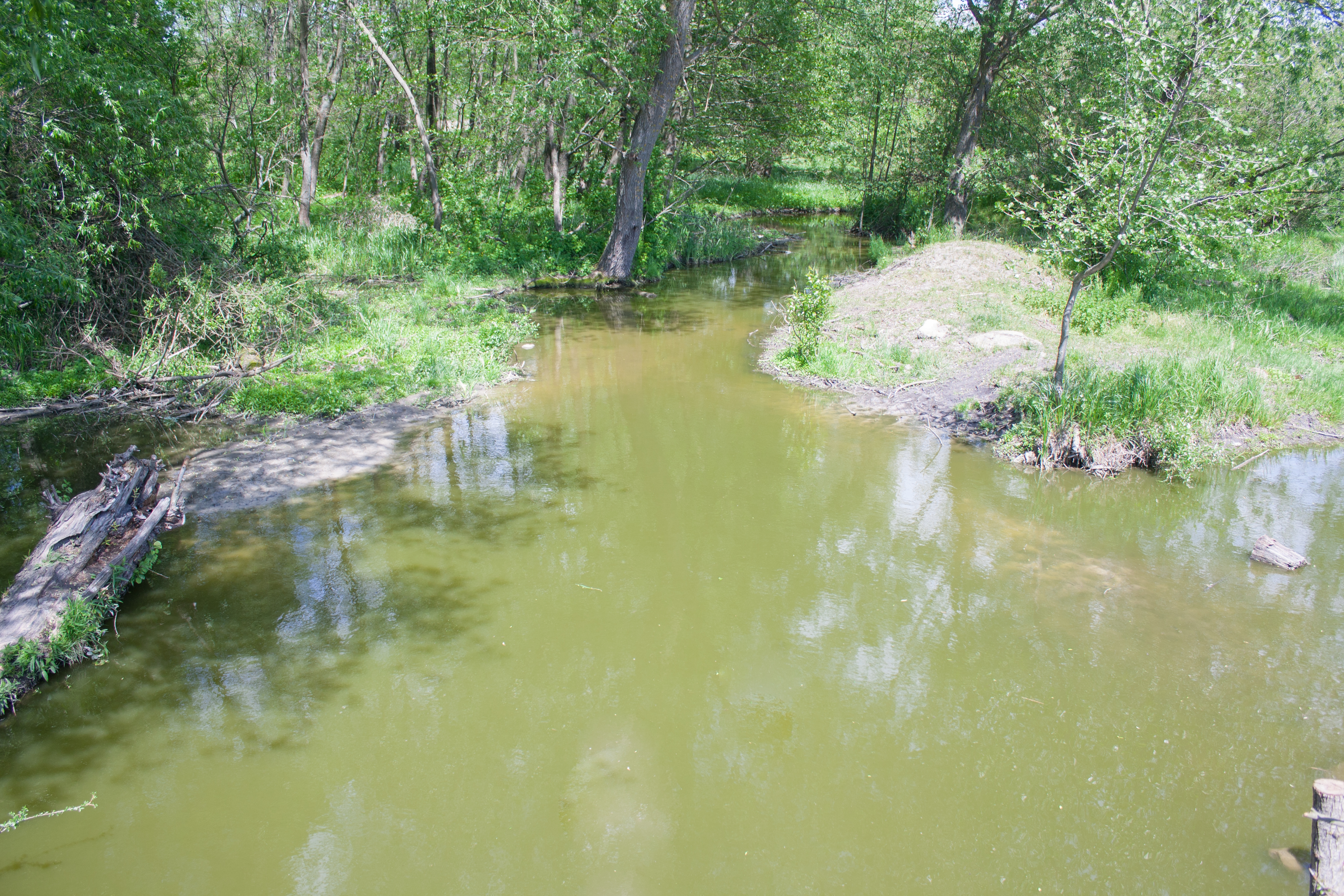
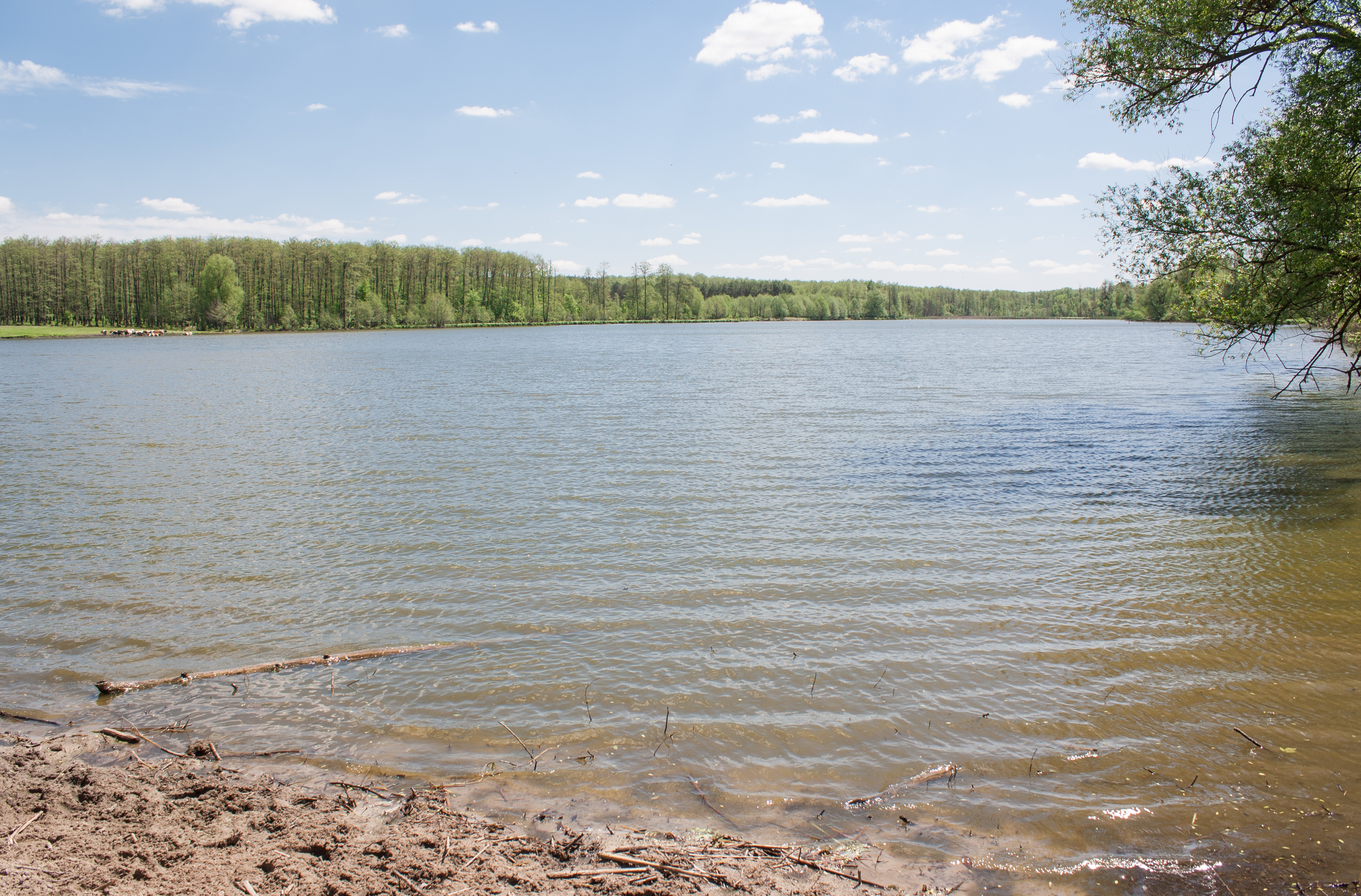
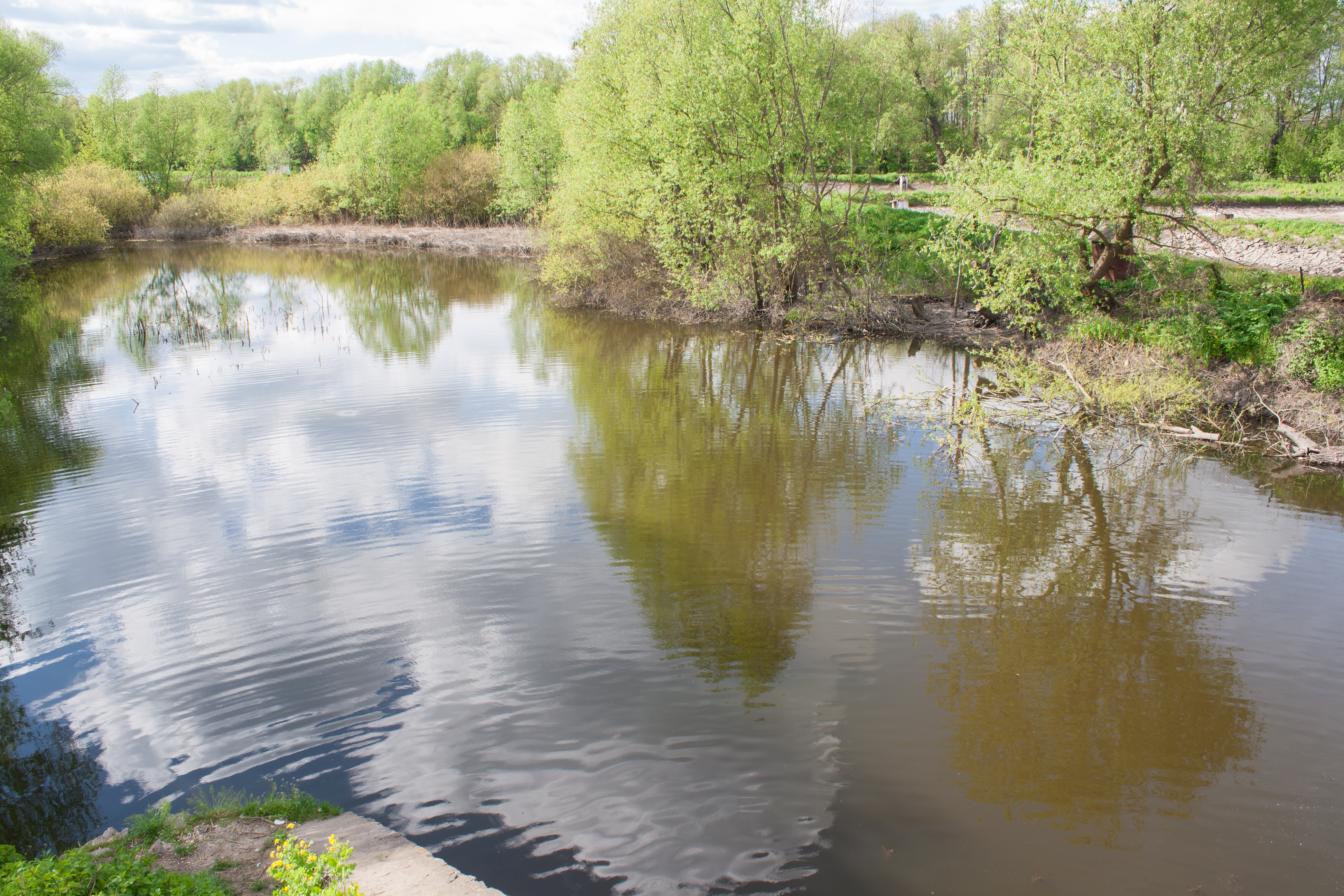
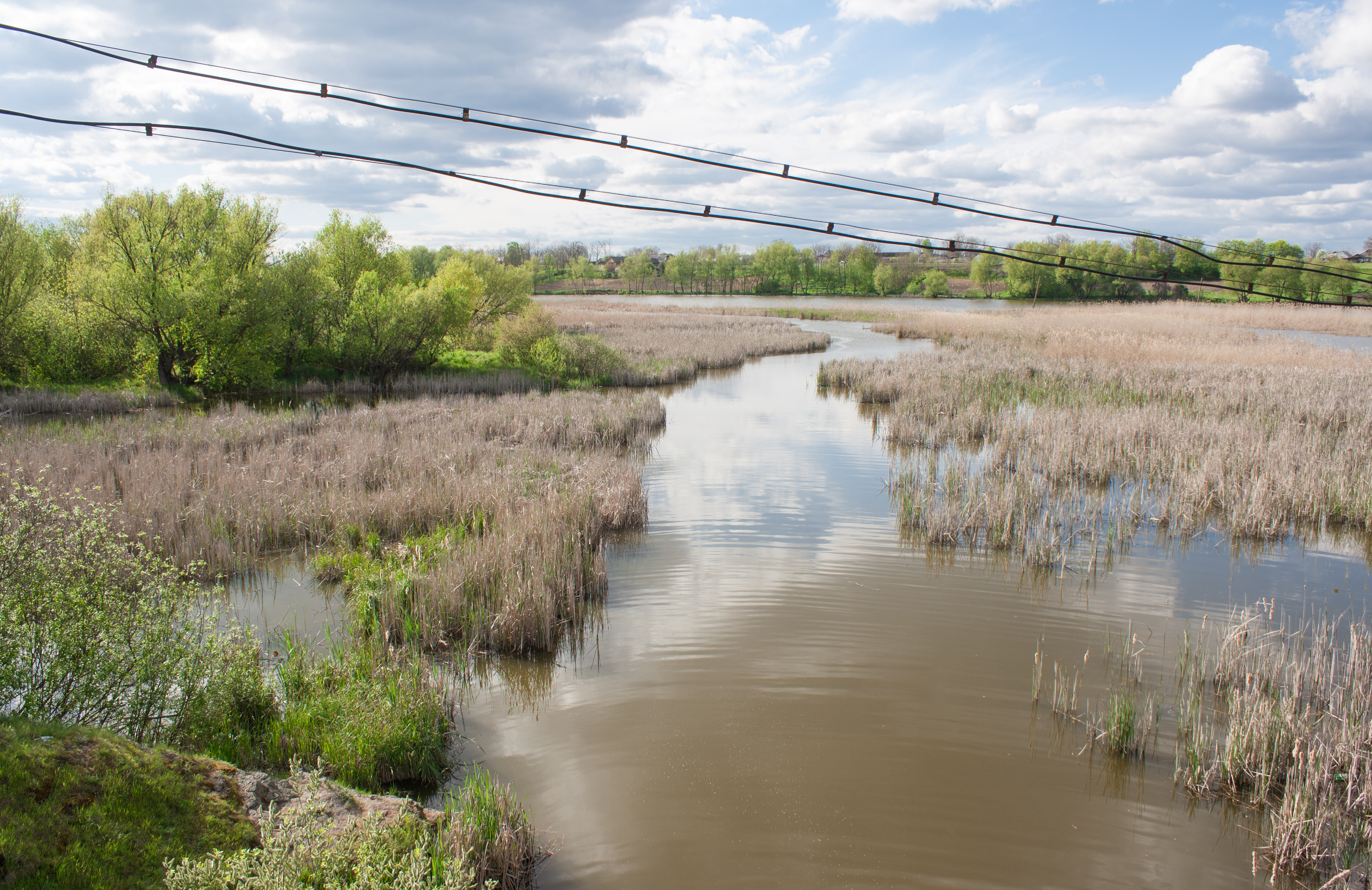
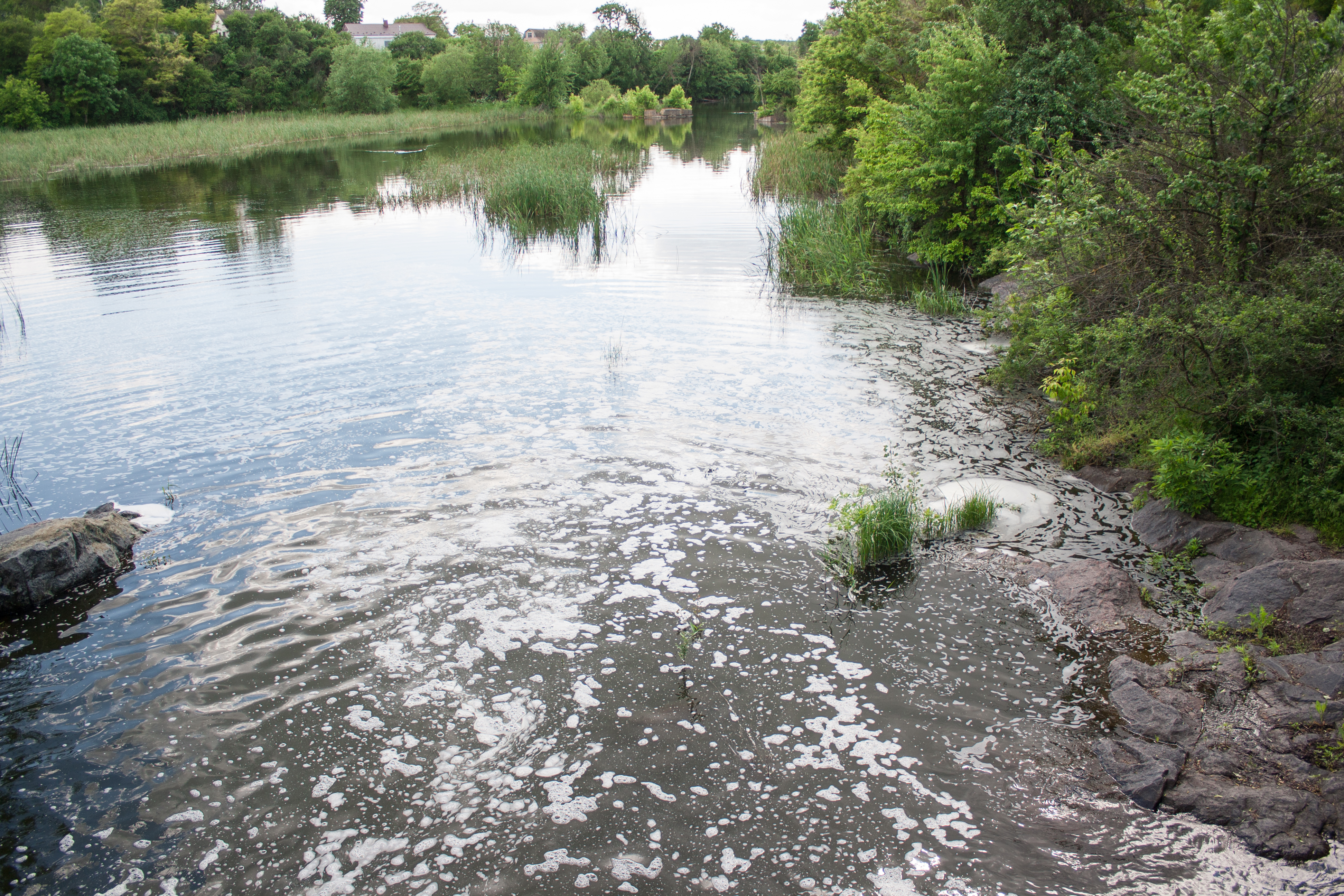
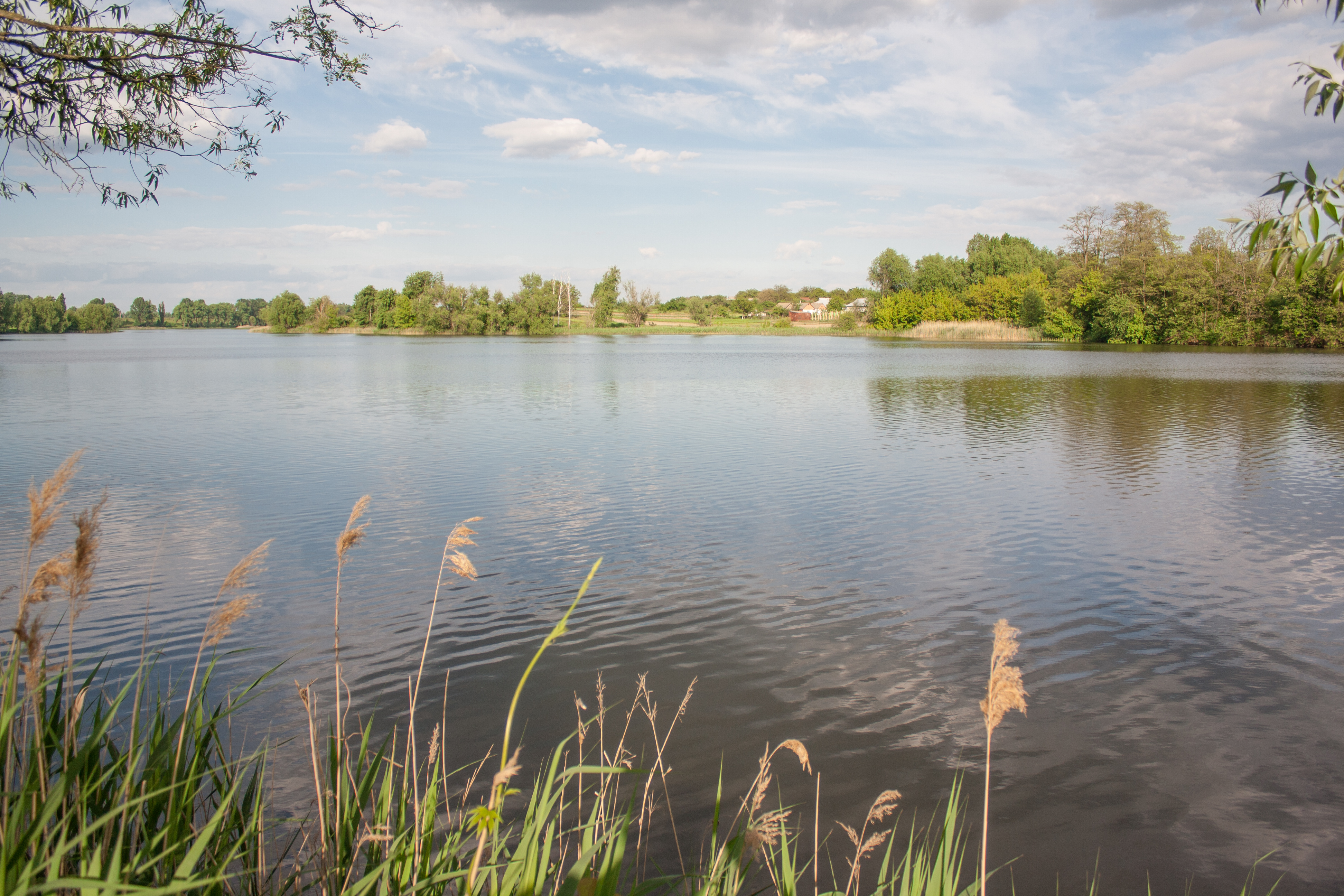
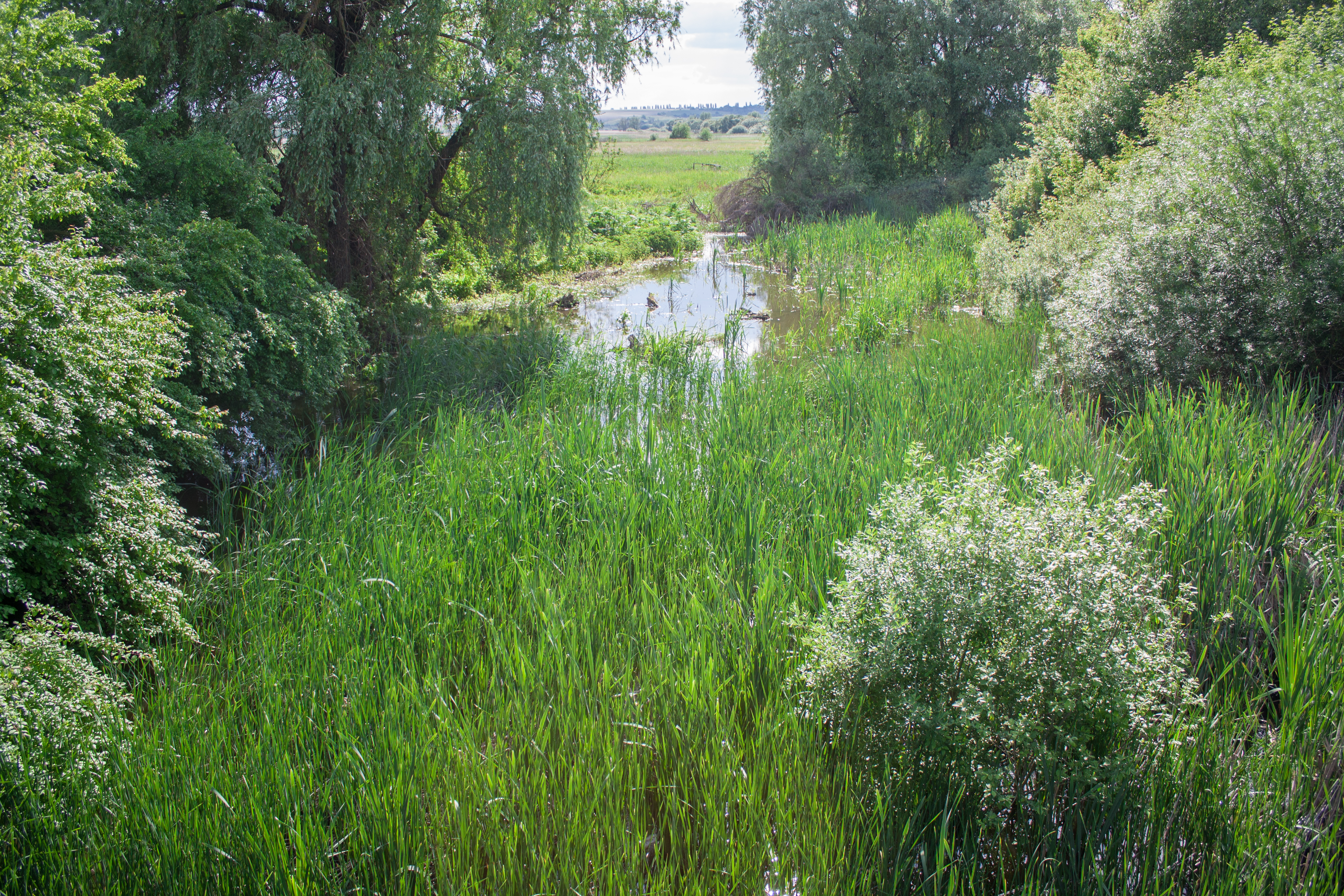